# الفه الشارنی
الفه الشارنی (انگلیسی: Olfa Charni؛ زادهٔ ۲۴ مه ۱۹۸۰) تیرانداز زن اهل تونس است. وی در بازی‌های المپیک تابستانی ۲۰۱۶ و ۲۰۲۰ شرکت کرده‌است.
وی در مسابقات کشوری و بین‌المللی در مجموع برندهٔ ۶ مدال طلا، ۱ مدال نقره شده‌است.